# Mark Bavis
Pour les articles homonymes, voir Bavis.
Mark Bavis, né le 13 mars 1970 à Roslindale (Boston) dans l'État du Massachusetts aux États-Unis et mort le 11 septembre 2001 à New York aux États-Unis, est un joueur professionnel de hockey sur glace. Il fut l'une des victimes des attentats contre le World Trade Center.

## Biographie
Après ses quatre années passées avec les Terriers de Boston, il devient joueur professionnel avec les Bruins de Providence de la Ligue américaine de hockey. Il ne joue que 3 saisons professionnelles.
Par la suite, il devient assistant-entraîneur pour l'équipe de hockey de la prestigieuse Université Harvard. Il occupe ce même poste pour le Freeze de Chicago de la NAHL. En 2000, il rejoint l'équipe de dépisteurs des Kings de Los Angeles de la LNH.
En septembre 2001, Mark Bavis meurt à bord du Vol 175 United Airlines qui fait la liaison Boston-Los Angeles, cet avion frappe l'une des 2 tours du World Trade Center lors des attentats du 11 septembre. Il se rendait alors au camp d'entraînement des Kings, accompagné de l'ancien joueur professionnel, Garnet Bailey.

## Statistiques
| Saison    | Équipe                          | Ligue       |    | Saison régulière | Saison régulière | Saison régulière | Saison régulière | Saison régulière |   | Séries éliminatoires | Séries éliminatoires | Séries éliminatoires | Séries éliminatoires | Séries éliminatoires |
| Saison    | Équipe                          | Ligue       | PJ | B                | A                | Pts              | Pun              | PJ               | B | A                    | Pts                  | Pun                  |                      |                      |
| 1988-1989 | Cushing Academy                 | High School |    |                  |                  |                  |                  |                  |   |                      |                      |                      |                      |                      |
| 1989-1990 | Terriers de Boston              | NCAA        | 44 | 2                | 11               | 13               | 28               |                  |   |                      |                      |                      |                      |                      |
| 1990-1991 | Terriers de Boston              | NCAA        | 33 | 7                | 9                | 16               | 30               | -                | - | -                    | -                    | -                    |                      |                      |
| 1991-1992 | Terriers de Boston              | NCAA        | 35 | 9                | 18               | 27               | 30               | -                | - | -                    | -                    | -                    |                      |                      |
| 1992-1993 | Terriers de Boston              | NCAA        | 40 | 14               | 10               | 24               | 58               | -                | - | -                    | -                    | -                    |                      |                      |
| 1993-1994 | Bruins de Providence            | LAH         | 12 | 2                | 5                | 7                | 18               | -                | - | -                    | -                    | -                    |                      |                      |
| 1993-1994 | Canadiens de Fredericton        | LAH         | 45 | 7                | 10               | 17               | 86               | -                | - | -                    | -                    | -                    |                      |                      |
| 1994-1995 | Stingrays de la Caroline du Sud | ECHL        | 43 | 16               | 16               | 32               | 85               | 9                | 2 | 3                    | 5                    | 28                   |                      |                      |
| 1995-1996 | Stingrays de la Caroline du Sud | ECHL        | 44 | 14               | 22               | 36               | 101              | 8                | 1 | 4                    | 5                    | 6                    |                      |                      |
| 1995-1996 | Bruins de Providence            | LAH         | 20 | 2                | 4                | 6                | 28               | -                | - | -                    | -                    | -                    |                      |                      |

## Carrière d'entraîneur
Il passa deux saisons à titre d'assistant-entraîneur pour l'Université Harvard de 1997-1999. La saison suivante (1999-2000), il occupa le même emploi mais pour le Freeze de Chicago de la North American Hockey League.

### Parenté dans le sport
- Frère jumeau du joueur Mike Bavis.